# Списак гувернера Калифорније
Гувернер Калифорније је шеф државне владе Калифорније, чије одговорности укључују годишње обраћање о стању државе Скупштини Калифорније, предлагање буџета, и старање да се државни закони спроводе.
До сада је било 39 гувернера; многи од њих су били утицајни широм Сједињених Држава и у областима које немају никакве везе са политиком. Лиланд Станфорд је основао Универзитет Станфорд 1891. године. Ерл Ворен, касније Председник Врховног суда Сједињених Држава, је победио на изборима као кандидат три главне партије - једини кандидат у историји Калифорније који практично није имао противника. Роналд Реган, који је био председник глумачке гилде и касније председник Сједињених Држава, као и Арнолд Шварценегер су стекли славу као глумци. Греј Дејвис је био први гувернер у Калифорнији и други гувернер у америчкој историји, који је опозван од стране гласача. Најдужи мандат је имао Ерл Ворен, који је биран три пута и служио скоро десет година. Најкраћи мандат је имао Милтон Лејтам, који је служио само пет дана пре него што је дао оставку јер је постао сенатор. Тренутни гувернер је Џери Браун, који је претходно служио на истој дужности од 1975 до 1983. Он је син бившег гувернера Пета Брауна, чији мандат је трајао од 1959. до 1967.

## Гувернери
Калифорнија је постала део Сједињених Држава у оквиру Мексичког уступања након Мексичко-америчког рата. За разлику од већине других држава, никада није била организована као територија, и примљена је у унију као 31. држава 9. септембра 1850.
Првобитни Устав Калифорније из 1849. је прописивао изборе сваке две године, без постављеног почетног датума за мандат. Амандман ратификован 1862. је продужио мандат на четири године, а устав из 1879. је прописао да мандат почиње првог понедељка у јануару након избора. 1990, предлог 140 је довео до уставног амандмана који је увео ограничење на два узастопна мандата; пре овог ограничења, само један гувернер, Ерл Ворен, је служио више од два мандата. Актуелни гувернер Џери Браун је добио трећи мандат 2010, иако је већ два пута био биран на ову функцију. Међутим, пошто је промењен изборни закон он је стекао право на још два мандата. Устав из 1849. је такође прописао и функцију заменика гувернера, који у случају упражњавања гувернерске позиције постаје гувернер. Имена гувернера и заменика гувернера се не налазе на истом гласачком листићу.
      Демократска партија (16)
      Америчка партија (1)
      Републиканска странка (22)
      Прогресивна партија (1)
| #  | Гувернер                   | Гувернер                           | Почетак мандата     | Крај мандата        | Партија                | Заменик гувернера | Заменик гувернера  | Мандати |
| -- | -------------------------- | ---------------------------------- | ------------------- | ------------------- | ---------------------- | ----------------- | ------------------ | ------- |
| 1  |                            | Питер Хардеман Барнет              | 20. децембар 1849.  | 9. јануар 1851.     | демократа              |                   | Џон Макдугал       | 1⁄2     |
| 2  |                            | Џон Макдугал                       | 9. јануар 1851.     | 8. јануар 1852.     | демократа              |                   | Дејвид К. Бродерик | 1⁄2     |
| 3  |                            | Џон Биглер                         | 8. јануар 1852.     | 9. јануар 1856.     | демократа              |                   | Семјуел Парди      | 2       |
| 4  |                            | Џон Нили Џонсон                    | 9. јануар 1856.     | 8. јануар 1858.     | америчка               |                   | Роберт М. Андерсон | 1       |
| 5  |                            | Џон Б. Велер                       | 8. јануар 1858.     | 9. јануар 1860.     | демократа              |                   | Џон Валкап         | 1       |
| 6  |                            | Милтон Лејтам                      | 9. јануар 1860.     | 14. јануар 1860.    | лекомптонски демократа |                   | Џон Г. Дауни       | 1⁄2     |
| 7  |                            | Џон Г. Дауни                       | 14. јануар 1860.    | 10. јануар 1862.    | лекомптонски демократа |                   | Ајзак Н. Квин      | 1⁄2     |
| 7  | Пабло де ла Гера           | Џон Г. Дауни                       | 14. јануар 1860.    | 10. јануар 1862.    | лекомптонски демократа |                   |                    | 1⁄2     |
| 8  |                            | Лиланд Станфорд                    | 10. јануар 1862.    | 10. децембар 1863.  | републиканац           |                   | Џон Ф. Челис       | 1       |
| 9  |                            | Фредерик Лоу                       | 10. децембар 1863.  | 5. децембар 1867.   | униониста републиканац |                   | Тим Н. Мачин       | 1       |
| 10 |                            | Хенри Хантли Хејт                  | 5. децембар 1867.   | 8. децембар 1871.   | демократа              |                   | Вилијам Холден     | 1       |
| 11 |                            | Њутон Бут                          | 8. децембар 1871.   | 27. фебруар 1875.   | републиканац           |                   | Ромуалдо Пачеко    | 1⁄2     |
| 12 |                            | Ромуалдо Пачеко                    | 27. фебруар 1875.   | 9. децембар 1875.   | републиканац           |                   | Вилијам Ирвин      | 1⁄2     |
| 13 |                            | Вилијам Ирвин                      | 9. децембар 1875.   | 8. јануар 1880.     | демократа              |                   | Џејмс О. Џонсон    | 1       |
| 14 |                            | Џорџ Клемент Перкинс               | 8. јануар 1880.     | 10. јануар 1883.    | републиканац           |                   | Џон Мансфилд       | 1       |
| 15 |                            | Џорџ Стоунмен                      | 10. јануар 1883.    | 8. јануар 1887.     | демократа              |                   | Џон Дагет          | 1       |
| 16 |                            | Вашингтон Бартлет                  | 8. јануар 1887.     | 12. септембар 1887. | демократа              |                   | Роберт Вотермен    | 1⁄2     |
| 17 |                            | Роберт Вотермен                    | 12. септембар 1887. | 8. јануар 1891.     | републиканац           |                   | Стивен М. Вајт     | 1⁄2     |
| 18 |                            | Хенри Маркам                       | 8. јануар 1891.     | 11. јануар 1895.    | републиканац           |                   | Џон Б. Редик       | 1       |
| 19 |                            | Џејмс Бад                          | 11. јануар 1895.    | 4. јануар 1899.     | демократа              |                   | Спенсер Г. Милард  | 1       |
| 19 | Вилијам Т. Џетер           | Џејмс Бад                          | 11. јануар 1895.    | 4. јануар 1899.     | демократа              |                   |                    | 1       |
| 20 |                            | Хенри Гејџ                         | 4. јануар 1899.     | 6. јануар 1903.     | републиканац           |                   | Џејкоб Х. Неф      | 1       |
| 21 |                            | Џорџ Купер Парди                   | 6. јануар 1903.     | 9. јануар 1907.     | републиканац           |                   | Олден Андерсон     | 1       |
| 22 |                            | Џејмс Џилет                        | 9. јануар 1907.     | 3. јануар 1911.     | републиканац           |                   | Ворен Р. Портер    | 1       |
| 23 |                            | Хајрам Џонсон                      | 3. јануар 1911.     | 15. март 1917.      | републиканац           |                   | А. Џ. Волас        | 1 ⁄2    |
| 23 |                            | Хајрам Џонсон                      | 3. јануар 1911.     | 15. март 1917.      | прогресивац            |                   | Џон Мортон Ешлман  | 1 ⁄2    |
| 23 | Вилијам Стивенс            | Хајрам Џонсон                      | 3. јануар 1911.     | 15. март 1917.      | прогресивац            |                   |                    | 1 ⁄2    |
| 24 |                            | Вилијам Стивенс                    | 15. март 1917.      | 9. јануар 1923.     | републиканац           | празно            | празно             | 1 ⁄2    |
| 24 | Клемент К. Јанг            | Вилијам Стивенс                    | 15. март 1917.      | 9. јануар 1923.     | републиканац           |                   |                    | 1 ⁄2    |
| 25 |                            | Френд Ричардсон                    | 9. јануар 1923.     | 4. јануар 1927.     | републиканац           |                   | Клемент К. Јанг    | 1       |
| 26 |                            | Клемент К. Јанг                    | 4. јануар 1927.     | 6. јануар 1931.     | републиканац           |                   | Барон Фитс         | 1       |
| 26 | Х. Л. Карнахан             | Клемент К. Јанг                    | 4. јануар 1927.     | 6. јануар 1931.     | републиканац           |                   |                    | 1       |
| 27 |                            | Џејмс Ролф                         | 6. јануар 1931.     | 2. јун 1934.        | републиканац           |                   | Френк Меријам      | 1⁄2     |
| 28 |                            | Френк Меријам                      | 2. јун 1934.        | 2. јануар 1939.     | републиканац           | празно            | празно             | 1 ⁄2    |
| 28 | Џорџ Џ. Хатфилд            | Френк Меријам                      | 2. јун 1934.        | 2. јануар 1939.     | републиканац           |                   |                    | 1 ⁄2    |
| 29 |                            | Калберт Олсон                      | 2. јануар 1939.     | 4. јануар 1943.     | демократа              |                   | Елис Е. Патерсон   | 1       |
| 30 |                            | Ерл Ворен                          | 4. јануар 1943.     | 5. октобар 1953.    | републиканац           |                   | Фредерик Ф. Хаузер | 2 1⁄2   |
| 30 | Гудвин Најт                | Ерл Ворен                          | 4. јануар 1943.     | 5. октобар 1953.    | републиканац           |                   |                    | 2 1⁄2   |
| 31 |                            | Гудвин Најт                        | 5. октобар 1953.    | 5. јануар 1959.     | републиканац           |                   | Харолд Џ. Пауерс   | 1 ⁄2    |
| 32 |                            | Едмунд Џералд „Пат“ Браун, сениор  | 5. јануар 1959.     | 2. јануар 1967.     | демократа              |                   | Глен М. Андерсон   | 2       |
| 33 |                            | Роналд Реган                       | 2. јануар 1967.     | 6. јануар 1975.     | републиканац           |                   | Роберт Финч        | 2       |
| 33 | Едвин Рајнеке              | Роналд Реган                       | 2. јануар 1967.     | 6. јануар 1975.     | републиканац           |                   |                    | 2       |
| 33 | Џон Л. Хармер              | Роналд Реган                       | 2. јануар 1967.     | 6. јануар 1975.     | републиканац           |                   |                    | 2       |
| 34 |                            | Едмунд Џералд „Џери“ Браун, јуниор | 6. јануар 1975.     | 3. јануар 1983.     | демократа              |                   | Мервин М. Димали   | 2       |
| 34 | Мајкл Карб                 | Едмунд Џералд „Џери“ Браун, јуниор | 6. јануар 1975.     | 3. јануар 1983.     | демократа              |                   |                    | 2       |
| 35 |                            | Џорџ Дјукмејџон                    | 3. јануар 1983.     | 7. јануар 1991.     | републиканац           |                   | Лио Т. Маккарти    | 2       |
| 36 |                            | Пит Вилсон                         | 7. јануар 1991.     | 4. јануар 1999.     | републиканац           |                   | Лио Т. Маккарти    | 2       |
| 36 | Џозеф Грејем „Греј“ Дејвис | Пит Вилсон                         | 7. јануар 1991.     | 4. јануар 1999.     | републиканац           |                   |                    | 2       |
| 37 |                            | Џозеф Грејем „Греј“ Дејвис         | 4. јануар 1999.     | 17. новембар 2003.  | демократа              |                   | Круз Бастаманте    | 1 ⁄2    |
| 38 |                            | Арнолд Шварценегер                 | 17. новембар 2003.  | 3. јануар 2011.     | републиканац           |                   | Круз Бастаманте    | 1 ⁄2    |
| 38 | Џон Гараменди              | Арнолд Шварценегер                 | 17. новембар 2003.  | 3. јануар 2011.     | републиканац           |                   |                    | 1 ⁄2    |
| 38 | Ејбел Малдонадо            | Арнолд Шварценегер                 | 17. новембар 2003.  | 3. јануар 2011.     | републиканац           |                   |                    | 1 ⁄2    |
| 39 |                            | Едмунд Џералд „Џери“ Браун, јуниор | 3. јануар 2011.     | 7.јануар 2019.      | демократа              |                   | Ејбел Малдонадо    | 2       |
| 39 | Гавин Њусом                | Едмунд Џералд „Џери“ Браун, јуниор | 3. јануар 2011.     | 7.јануар 2019.      | демократа              |                   |                    | 2       |
| 40 |                            | Гавин Њусом                        | 7.јануар 2019.      | тренутна функција   | демократа              |                   | Елени Коунакалис   | 2       |

## Друге високе функције које су држали
Седамнаест гувернера Калифорније је било и на другим значајним функцијама, укључујући једног председника Сједињених Држава, председника Врховног суда Сједињених Држава, и петорицу амбасадора. Тринаесторица су служили у Конгресу, сви представљајући Калифорнију, мада је један представљао и Охајо. Четворица (означени звездицом) су дали оставке како би преузели друге положаје, тројица у Сенату и један како би ступио у Врховни суд. Један (означен симболом †) је дао оставку у сенату како би преузео дужност гувернера.
Сви чланови Представничког дома и Сената су представљали Калифорнију, осим тамо где је назначено другачије.
| Гувернер             | Гувернерски мандат | Остале значајне функције                                                                     | Извор  |
| -------------------- | ------------------ | -------------------------------------------------------------------------------------------- | ------ |
| Џон Биглер           | 1852–1856          | амбасадор у Чилеу                                                                            | [ 12 ] |
| Џон Б. Велер         | 1858–1860          | члан представничког дома из Охаја, сенатор, амбасадор у Мексику                              | [ 13 ] |
| Милтон Лејтам        | 1860               | члан Представничког дома, сенатор*                                                           | [ 14 ] |
| Лиланд Станфорд      | 1862–1863          | сенатор                                                                                      | [ 15 ] |
| Фредерик Лоу         | 1863–1867          | члан Представничког дома, амбасадор у Кини                                                   | [ 16 ] |
| Њутон Бут            | 1871–1875          | сенатор*                                                                                     | [ 17 ] |
| Ромуалдо Пачеко      | 1875               | члан Представничког дома, амбасадор у Костарики, Салвадору, Гватемали, Хондурасу и Никарагви | [ 18 ] |
| Џорџ Клемент Перкинс | 1880–1883          | сенатор                                                                                      | [ 19 ] |
| Хенри Маркам         | 1891–1895          | члан Представничког дома                                                                     | [ 20 ] |
| Џејмс Бад            | 1895–1899          | члан Представничког дома                                                                     | [ 21 ] |
| Хенри Гејџ           | 1899–1903          | амбасадор у Португалу                                                                        | [ 22 ] |
| Џејмс Џилет          | 1907–1911          | члан Представничког дома†                                                                    | [ 23 ] |
| Хајрам Џонсон        | 1911–1917          | сенатор*                                                                                     | [ 24 ] |
| Вилијам Стивенс      | 1917–1923          | члан Представничког дома                                                                     | [ 25 ] |
| Ерл Ворен            | 1943–1953          | председник Врховног суда Сједињених Држава*                                                  | [ 26 ] |
| Роналд Реган         | 1967–1975          | председник Сједињених Држава                                                                 | [ 27 ] |
| Пит Вилсон           | 1991–1999          | сенатор†                                                                                     | [ 28 ] |

## Живи бивши гувернери
Тренутно су жива четворица бивших гувернера Калифорније. Бивши гувернер који је најскорије умро је Роналд Реган (1967–1975), који је умро 5. јуна 2004.
| Гувернер           | Мандат    | Рођен              |
| ------------------ | --------- | ------------------ |
| Џорџ Дукмајен      | 1983–1991 | 6. јун 1928.       |
| Пит Вилсон         | 1991–1999 | 23. август 1933.   |
| Греј Дејвис        | 1999–2003 | 26. децембар 1942. |
| Арнолд Шварценегер | 2003–2011 | 30. јул 1947.      |